# Władimir Drinfeld
Władimir Herszonowicz Drinfeld (ur. 14 lutego 1954 w Charkowie, Ukraina) – radziecki matematyk, laureat Medalu Fieldsa z 1990 roku.

## Życiorys
Urodził się w żydowskiej rodzinie w Charkowie. Jest synem profesora matematyki, Herszona Drinfelda. W 1969 roku, w wieku piętnastu lat, reprezentował ZSRR na Międzynarodowej Olimpiadzie Matematycznej w Bukareszcie w Rumunii i otrzymał złoty medal. Studiował na Uniwersytecie Moskiewskim w latach 1969–1974, a następnie pozostał na tej uczelni, podejmując badania pod kierunkiem prof. Jurija Manina. W 1977 roku odbył studia podyplomowe i obronił pracę kandydatką w 1978 roku na Uniwersytecie Moskiewskim. W 1981 roku przeniósł się do Charkowa, gdzie mieszkał z rodzicami. Podjął pracę w Fizyko-Technicznym Instytucie Niskich Temperatur im. B.I. Wierkina Narodowej Akademii Nauk Ukrainy i był tam zatrudniony do 1998. Od 1998 roku jest profesorem University of Chicago.
21 sierpnia 1990 roku został uhonorowany Medalem Fieldsa na Międzynarodowym Kongresie Matematyków w Kioto w Japonii za pracę w geometrii algebraicznej i fizyki matematycznej. Laureat Nagrody Wolfa (2018) i Narody Shawa (2023).